# BB Brunes
Die BB Brunes sind eine französische Rockgruppe. Sie bilden einen Teil der Nouvelle scène rock française, eine Erneuerungsbewegung, die ihre Wurzeln vor allem auf dem Festival Emergenza hatte. Laut Musikkritik der Zeitschrift Le Figaro war die Band 2007 maßgeblich für „eine neue Generation“, ihr "unbefangener und nervöser Rock" sei "klassisch und neu zugleich".

## Geschichte
2006 gründeten die Jugendfreunde Adrien Gallo, Karim Réveillé und Raphaël Delorme die Band Les Hangover, die ihre Lieder noch ausschließlich auf Englisch sang. Als Raphaël Delorme nach dem Vertragsabschluss mit einem Plattenlabel die Gruppe verließ, suchten die verbliebenen Mitglieder nach einem neuen Gitarristen und nahmen nach einem Konzert Félix Hemmen auf. 2007 trat als viertes Bandmitglied der Bassist Berald Crambes hinzu.
Die BB Brunes traten erstmals im Mai 2005 im Pariser Club Le Gibus auf, wo sie auf dem „rock'n'roll friday“ mit anderen Jungtalenten spielten. Ein Jahr darauf erschien ihre erste Single mit dem Titel Le Gang, gefolgt vom Album, Blonde comme moi und zwei weiteren Singles 2007 sowie einer Neuaufnahme von Blonde comme moi mit einigen Boni wie Hintergrundbildern.
Der Name der Band hat den Song Initials BB von Serge Gainsbourg und den Namen des Boulevard Brune in Paris zum Ursprung – Karim Réveillé und Adrien Gallo wohnten nahe diesem Boulevard.

## Diskografie

### Alben
| Jahr | Titel            | Höchstplatzierung, Gesamtwochen, AuszeichnungChartplatzierungen (Jahr, Titel, Platzierungen, Wochen, Auszeichnungen, Anmerkungen) | Höchstplatzierung, Gesamtwochen, AuszeichnungChartplatzierungen (Jahr, Titel, Platzierungen, Wochen, Auszeichnungen, Anmerkungen) | Höchstplatzierung, Gesamtwochen, AuszeichnungChartplatzierungen (Jahr, Titel, Platzierungen, Wochen, Auszeichnungen, Anmerkungen) | Anmerkungen                              |
| Jahr | Titel            | FR | BEW | CH | Anmerkungen                              |
| ---- | ---------------- | --- | --- | --- | ---------------------------------------- |
| 2007 | Blonde comme moi | FR8 Gold · (84 Wo.)FR | BEW16 (37 Wo.)BEW | — | Erstveröffentlichung: 23. März 2007      |
| 2009 | Nico Teen Love   | FR13 (70 Wo.)FR | BEW31 (18 Wo.)BEW | — | Erstveröffentlichung: 13. November 2009  |
| 2011 | Nico Teen Live   | FR101 (1 Wo.)FR | — | — | Erstveröffentlichung: 21. Oktober 2011   |
| 2012 | Long Courrier    | FR10 Platin · (63 Wo.)FR | BEW20 (50 Wo.)BEW | CH76 (1 Wo.)CH | Erstveröffentlichung: 21. September 2012 |
| 2017 | Puzzle           | FR22 (8 Wo.)FR | BEW36 (4 Wo.)BEW | — | Erstveröffentlichung: 1. September 2017  |
| 2019 | Visage           | FR62 (2 Wo.)FR | BEW87 (1 Wo.)BEW | — | Erstveröffentlichung: 6. September 2019  |

### Singles
| Jahr | Titel Album                      | Höchstplatzierung, Gesamtwochen, AuszeichnungChartplatzierungen (Jahr, Titel, Album, Platzierungen, Wochen, Auszeichnungen, Anmerkungen) | Höchstplatzierung, Gesamtwochen, AuszeichnungChartplatzierungen (Jahr, Titel, Album, Platzierungen, Wochen, Auszeichnungen, Anmerkungen) | Höchstplatzierung, Gesamtwochen, AuszeichnungChartplatzierungen (Jahr, Titel, Album, Platzierungen, Wochen, Auszeichnungen, Anmerkungen) | Anmerkungen                   |
| Jahr | Titel Album                      | FR | BEW | CH | Anmerkungen                   |
| ---- | -------------------------------- | --- | --- | --- | ----------------------------- |
| 2008 | Dis-moi Blonde comme moi         | FR187 (1 Wo.)FR | BEW21 (25 Wo.)BEW | CH55 (9 Wo.)CH | Charteinstieg in FR erst 2014 |
| 2009 | Lalalove You Nico Teen Love      | FR11 (23 Wo.)FR | BEW32 (10 Wo.)BEW | — |                               |
| 2012 | Coups et blessures Long Courrier | FR7 (52 Wo.)FR | BEW6 (20 Wo.)BEW | — |                               |
| 2013 | Stéréo Long Courrier             | FR46 (20 Wo.)FR | — | — |                               |
| 2013 | Aficionado Long Courrier         | FR71 (15 Wo.)FR | — | — |                               |
| 2014 | Bye Bye Long Courrier            | FR149 (8 Wo.)FR | — | — |                               |
| 2017 | Éclair éclair Puzzle             | FR116 (3 Wo.)FR | — | — |                               |

Weitere Singles
- 2006: Le Gang
- 2007: Houna (Toutes mes copines)
- 2008: Mr Hyde
- 2008: Perdus cette nuit
- 2009: Dynamite
- 2010: Nico Teen Love
- 2010: Britty Boy
- 2011: Cul et chemise
- 2012: Casanova
- 2017: Pyromane
- 2017: Terrain Vague
- 2018: Pyjama
- 2019: Visage
- 2019: Habibi

## Sonstiges
- Die Gruppe wurde vom Modelabel H&M für eine Präsentation einer neuen Kollektion in Rom ausgewählt. Sie interpretierten zu diesem Anlass viele ihrer Songs auf Englisch.[6]